# Gum
Wellington Pereira Rodrigues, mais conhecido como Gum (Lins, São Paulo, 4 de janeiro de 1986) é um ex-futebolista brasileiro que atuou como zagueiro. 

## Carreira

### Marília
Nascido em São Paulo, Gum era um jovem formado em Marília. Ele estreou pela primeira vez em 2005, com o time da Série B, e também teve um empréstimo despretensioso para o Osvaldo Cruz em 2004. Permaneceu no Marília até junho de 2008 quando foi negociado para a Ponte Preta.

### Empréstimo ao Internacional
Em 13 de setembro de 2006, Gum foi emprestado ao Internacional, até julho de 2007.

### Ponte Preta
Em 26 de junho de 2008, Gum foi negociado com a Ponte Preta, onde se destacou, marcando os adversários sem fazer falta e fazendo muitos gols de cabeça. Após partida entre Ponte Preta e Corinthians pelo Campeonato Paulista de 2009, que terminou empatada em 2–2, foi criticado por Ronaldo Nazário pela forte marcação que sofrera.

### Fluminense
Chegou ao Fluminense em 17 de agosto de 2009, o Tricolor passava por um péssimo momento. Fez sua estreia no dia 30 de agosto de 2009, quando o Fluminense perdeu de 0–2 para o Santos, em partida que foi válida pelo Campeonato Brasileiro e Gum não teve um bom início, mas com a chegada de Cuca, o zagueiro foi fundamental, quando participou da arrancada que livrou o time do rebaixamento, marcando gols em partidas contra o Internacional e o Cruzeiro, e assim ajudando o Fluminense em uma série invicta de dez jogos no Campeonato Brasileiro.
Na Copa Sul-Americana Gum marcou o gol da classificação para a final contra o Cerro Porteño no Maracanã aos 47 minutos do segundo tempo.
Na final realizada contra a LDU, Gum marcou o terceiro gol da vitória por 3–0.
Em 2010, Gum foi titular o ano inteiro, além de capitão em algumas partidas, e foi peça importante na conquista do Campeonato Brasileiro, formando a defesa menos vazada da competição, junto com Leandro Euzébio.
No tetracampeonato tricolor em 2012, conquistado antecipadamente, Gum se consolidou como um grande zagueiro, formando novamente com seu parceiro Leandro Euzébio a zaga menos vazada da competição, dessa vez sob o comando de Abel Braga.
Em janeiro de 2015 renovou seu vínculo com o clube por mais quatro temporadas. Ainda em 2015, quando completou 280 partidas pelo clube, foi homenageado por este com uma placa comemorativa pelo feito, e entrando na relação dos trinta jogadores que mais atuaram na história do clube.
No dia 22 de novembro de 2015, contra o Avaí, Gum completou 300 jogos pelo Fluminense, neste jogo, Gum marcou 1 gol, a partida terminou com a vitória do Fluminense por 3–1.
Na temporada de 2016, perdeu espaço no time titular, por causa das chegadas dos zagueiros, Henrique, da Napoli, e de Renato Chaves, da Ponte Preta.
O zagueiro andava sem espaço no time tricolor devido à constantes lesões e falta de ritmo de jogo, mas com a reformulação do elenco para o ano de 2018, voltou à posição de zagueiro titular e detentor da tão almejada e honrada por craques, braçadeira de capitão do tricolor das Laranjeiras.
Gum possui títulos importantes pelo Fluminense. Entre eles destacam-se o tri e o tetracampeonato brasileiro, onde esteve à frente da zaga menos vazada em ambas competições, um Campeonato Carioca, duas Taças Guanabara, uma Taça Rio e uma Copa Sul-Minas-Rio, além de taças amistosas e do Troféu Luiz Penido de 2012.
Ao final de seu contrato em 2018, não chegou a um acordo sobre a renovação com o Fluminense e desligou-se do clube.

### Chapecoense
Em 8 de março de 2019, Gum assinou contrato com a Chapecoense, que terá vinculo até 31 de dezembro de 2019. Fez sua estreia pela equipe no dia 31 de março, contra o Brusque na Arena Condá.

### CRB
No dia 7 de fevereiro de 2020, Gum foi anunciado como novo reforço do Criciúma, no entanto, 4 dias após o anúncio, Gum chegou nas instalações do clube, fez exames médicos, porém revelou ter tido uma proposta do CRB e mostrou-se não estar focado em defender o Criciúma. No dia seguinte, o Criciúma anunciou o cancelamento do contrato e Gum foi anunciado como novo jogador do CRB.
Estreou pelo CRB no dia 8 de março de 2020, como capitão, na partida contra o CEO pelo Campeonato Alagoano de Futebol de 2020. A partida terminou 2 a 0 para o CRB.
No dia 4 de dezembro de 2021, Gum renovou com o CRB para 2022, a sua terceira temporada pelo clube alagoano.
No dia 24 de novembro de 2023, após quatro temporadas no CRB, com 175 partidas disputadas, Gum, um dos ídolos da história recente, anunciou a sua saída do clube alagoano.

### Aposentadoria
Em 23 de julho de 2024, Gum anunciou a sua aposentadoria.

## Títulos
Ponte Preta
- Campeonato Paulista do Interior: 2009

Fluminense
- Campeonato Brasileiro: 2010, 2012
- Primeira Liga: 2016
- Campeonato Carioca: 2012
- Taça Guanabara: 2012, 2017
- Taça Rio: 2018

CRB
- Campeonato Alagoano: 2020, 2022 e 2023.

### Prêmios individuais
- Seleção do Campeonato Carioca: 2018